# Porteus (operační systém)
Porteus (dříve Slax Remix) je v informatice název přenosného operačního systému založeného na linuxové distribuci Slackware. Nevyžaduje instalaci a lze jej spustit z pevného disku nebo přenosných médií, jako například USB flash disku či SD-karty. Startovací menu obsahuje i možnost vytvoření pxe serveru, díky kterému mohou ostatní počítače v síti nabootovat Porteus skrz síťovou kartu. Porteus je nabízen v 32bitové i v 64bitové verzi. Existuje i komunitní verze pro ARM.

## Vývoj
Projekt Porteus začal na začátku roku 2010 jako „Slax Remix“ a byl spuštěn jako komunitní projekt s využitím Zen jádra s cílem zlepšit a aktualizovat Slax OS. Slovo Porteus pochází ze spojení dvou slov, (z anglického Portability – což znamená přenositelnost) a (Proteus – řecký bůh moře, který byl schopný měnit svou formu dle libosti).
Porteus 3 je k dispozici v pěti desktopových verzích: LXDE, KDE4, Razor-qt, MATE a Xfce. Verze 4.0 je k dispozici dokonce v sedmi desktopových prostředních LXDE, LXQT, KDE5, MATE, Xfce, Cinnamon a Openbox.
Distribuce má i aktivní fórum kde lze nalézt mnoho užitečných informací a sledovat aktuální vývoj.

## Funkce
Porteus je založen na podstatně modifikovaných a optimalizovaných verzích Live skriptech Linuxu. Lze ho spustit z pevného nebo USB flash disku (změny budou uloženy do přenosného zařízení) nebo budou nainstalovány na pevném disku. Porteus může být dokonce instalován v rámci jiného systému bez nutnosti vytváření nového oddílu (včetně FAT32 i NTFS). Systém lze při startu zkopírovat do RAM, odtud jej zavést a pak je možno vyjmout bootovací médium.
Systém je složen z jednotlivých modulů, které používají systém SquashFS a kompresi Xz. Tyto moduly lze do systému přídávat a odebírat (i za chodu). Moduly se připojují pomocí překryvné vrstvy využívající systém aufs.

## Porteus Kiosk
Porteus Kiosk je specializované vydání operačního systému Porteus, které je určeno pouze pro webové terminály s prohlížečem (Firefox, Google Chrome nebo Opera). Porteus Kiosk má být nasazen do škol, kanceláří, veřejných knihoven nebo podobných provozoven, které poskytují přístup k internetu pro své klienty.
Porteus Kiosk lze nainstalovat na CD/DVD, USB flash disk, pevný disk nebo na jakékoli jiné zaváděcí paměťové médium. Systém Porteus Kiosk je open source a je k dispozici zdarma. Jako jiné operační systémy i tento nabízí aktualizace softwaru, které mohou být prováděny ručně či automaticky.
Porteus Kiosk je nabízen v 32bitové i v 64bitové verzi a jeho výchozí obraz nezabírá více než 50 MB.